# Penillanuras-Campos Norte
Penillanuras-Campos Norte es un espacio natural protegido en la categoría de ZEPA por la Red Natura 2000 en España. Está situado en los límites de las provincias de   Zamora, Valladolid y León, todas ellas pertenecientes a la comunidad de Castilla y León. Su territorio tiene especial importancia para la conservación de las aves esteparias, especialmente para la avutarda, el aguilucho cenizo y el sisón.

## Ubicación
El territorio de este espacio natural se encuentra situado entre los ríos Cea y Valderaduey, en plena Tierra de Campos. Sus algo más de 13.000 ha se distribuyen entre los límites provinciales de Zamora, Valladolid y León, incluyendo total o parcialmente los términos de nueve municipios.
| Municipio                       | Provincia  | Hectáreas | % del municipio designado ZEPA | % de la ZEPA en el municipio) |
| ------------------------------- | ---------- | --------- | ------------------------------ | ----------------------------- |
| Valderas                        | León       | 2.148     | 22                             | 16,2                          |
| La Unión de Campos              | Valladolid | 3.600     | 100                            | 27,2                          |
| Mayorga                         | Valladolid | 838       | 6                              | 6,3                           |
| Quintanilla del Molar           | Valladolid | 875       | 60                             | 6,6                           |
| Roales de Campos                | Valladolid | 906       | 40                             | 6,8                           |
| Valdunquillo                    | Valladolid | 2.026     | 66                             | 15,3                          |
| Villavicencio de los Caballeros | Valladolid | 101       | 3                              | 0,8                           |
| Castroverde de Campos           | Zamora     | 1.210     | 19                             | 9,1                           |
| Villanueva del Campo            | Zamora     | 1.538     | 38                             | 11,6                          |

## Geografía
La geografía de este territorio responde a las características típicas de una penillanura esteparia, caracteriza por su relieve llano con pequeñas colinas aisladas. Su aprovechamiento está destinado al cultivo de productos agrícolas de secano y regadío, alternados con pastizales, zonas arbustivas y pequeños bosques de encina y pino de repoblación.
La zona cuenta con numerosos arroyos estacionales que han formado pequeños valles, en los que pueden detectarse sotos aislados que en ocasiones están bien desarrollados. También es frecuente la existencia de lagunas esteparias de carácter estacional. Tanto los arroyos como las lagunas son de escaso interés para las aves acuáticas.
Este espacio natural limita en su zona sur con Penillanuras-Campos Sur, otra de las zonas de especial protección para las aves en Castilla y León.

## Avifauna
El espacio protegido tiene especial importancia para las aves esteparias, principalmente la avutarda, el aguilucho cenizo y el sisón, aunque también para otras como es el caso del aguilucho cenizo, el cernícalo primilla o la ortega, entre otros. De todas ellas, tiene especial importancia el caso de la avutarda, pues un elevado número de parejas de esta especie utiliza este territorio para su reproducción, motivo por el que esta área tiene importancia internacional.